# Okręty podwodne typu Triomphant
Okręty podwodne typu Triomphant – francuskie okręty podwodne z napędem atomowym przenoszące pociski balistyczne z głowicami termonuklearnymi (SSBN). Pierwsza z czterech jednostek serii weszła do służby w 1997 roku.

## Historia
Prace nad nowymi francuskimi okrętami podwodnymi przenoszącymi pociski balistyczne – następcami starszych okrętów typu Rédoutable – rozpoczęły się we Francji w połowie lat 80 XX w. W porównaniu do poprzedników nowe okręty miały być dłuższe o 7 metrów, a ich wyporność miała być większa o około 60%. Przy projektowaniu okrętów zwrócono szczególną uwagę na ich wyciszenie, zwiększono także ich prędkość. Nowe rozwiązania techniczne związane z automatyzacją siłowni okrętowej sprawiły, że załoga na nowych okrętach zmniejszyła się do 111 osób. Zbudowano cztery okręty tego typu, z których dwa stale znajdują się na patrolu. Okręty zaprojektowano do przenoszenia 16 pocisków balistycznych M51, które weszły w skład uzbrojenia Marine nationale w 2010 roku.

## Zbudowane okręty
- Le Triomphant – rozpoczęcie budowy 9 czerwca 1989, wodowanie 26 marca 1994, wejście do służby 21 marca 1997.
- Le Téméraire – rozpoczęcie budowy 18 grudnia 1993, wodowanie 21 stycznia 1998, wejście do służby 23 grudnia 1999.
- Le Vigilant – rozpoczęcie budowy 1997, wodowanie 2003, wejście do służby 2004.
- Le Terrible – rozpoczęcie budowy 24 października 2000, wodowanie 21 marca 2008, wejście do służby 20 września 2010.